# ساب ۹۶
ساب ۹۶ (Saab ۹۶) خودرویی است که در سال‌های ۱۹۶۰ تا ۱۹۸۰ تولید شده‌است. طول آن در حالت طبیعی ۴٬۰۵۰ میلیمتر (۱۵۹ اینچ) و عرض آن در حالت طبیعی ۱٬۵۷۰ میلیمتر (۶۲ اینچ)، است.